# ライト州立大学
ライト州立大学（英語: Wright State University）は、オハイオ州デイトンに本部を置くアメリカ合衆国の州立大学。1964年創立、1967年大学設置。
大学の名称は、ライト兄弟の名前を冠したものである。

## キャンパス

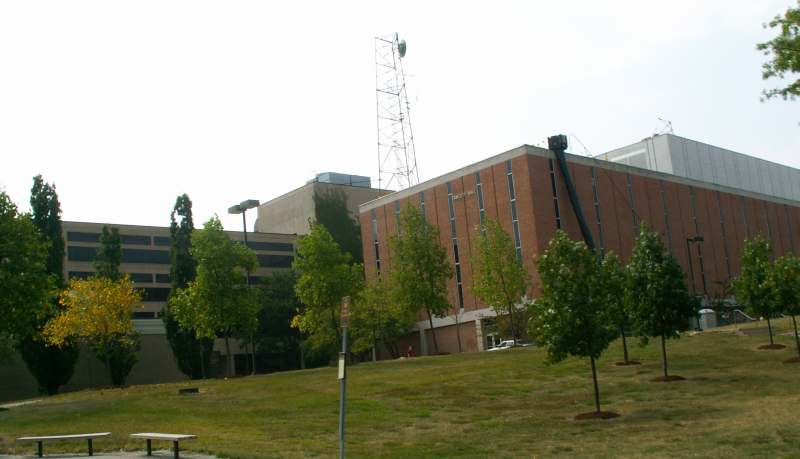
Fawcettホールは古い建物の一つ

メインキャンパスはもともとライト兄弟が飛行実験を行ったハフマンプレーリーフライングフィールドの隣接地（現在はライトパターソン空軍基地の敷地）にある。医学部は7つの教育病院や近隣のリサーチパークにオフィスのある地域医療学科などに拠点が分散している。メインキャンパスの位置はFairborn市であるが正式の郵便住所は3640 Colonel Glenn Highway - Dayton, Ohio - 45435である。

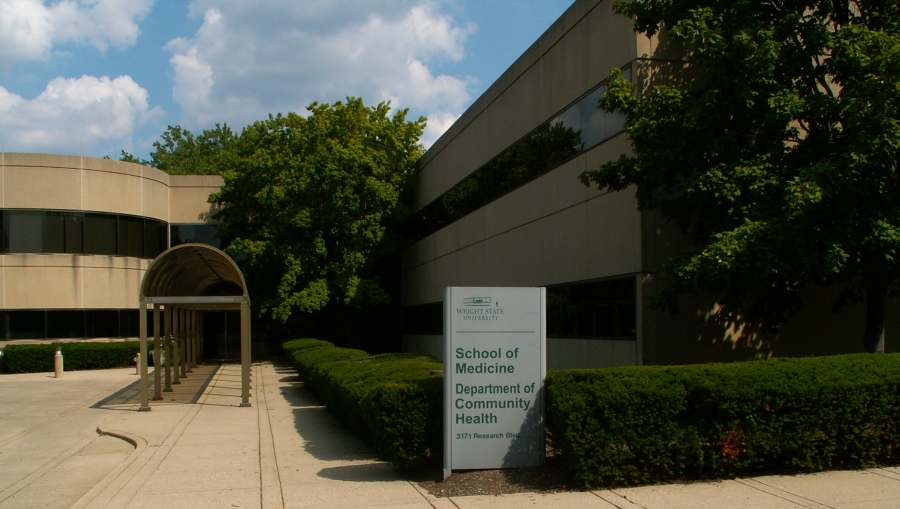
地域医療学科や航空宇宙医学プログラムはリサーチパークの中

## 歴史
デイトンは州内で2番目の都市になったのに大学がなかったことから1961年より創設活動が始められ、1962年より募金開始。オハイオ州立大学とマイアミ大学のデイトンキャンパスを設けることから作業が始まった。ライトパターソン空軍基地の隣接地を取得し1964年にデイトンキャンパスがオープン。1967年にデイトンキャンパスはライト州立大学として独立した12番目の州立大学となった。1990年代に州立大学で3番目の規模に拡大している。

## 組織

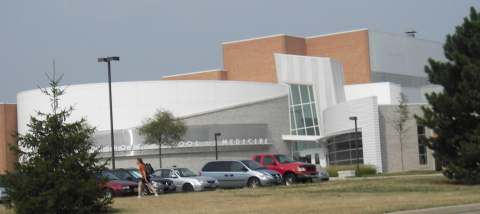
メインキャンパスの医学部校舎

Tomorrow Takes Flightキャンペーンは$123,100,000の募金を集めることができた。また医学部は寄付者の名前を冠してBoonshoft医学部と称するようになった。

## 学生
在校生17,110名（Lakeキャンパスの910名を含む）[:en]。
工学部と航空宇宙医学プログラムは世界最大のR&Dセンターであるライトパターソン空軍基地に隣接した地の利を生かした教育・研究活動を行っていることで知られる。ライト州立大学の航空宇宙医学プログラムは1990年代までアメリカ合衆国で唯一の航空宇宙医学民間教育課程であったのでNASAおよび日本を含む各国の政府機関の航空宇宙医師の養成をした実績がある。医学部は設立時より地域医療、家庭医学に力を入れており、その後の政府の医療政策に合致した方向の人材養成となった。
州立大学なので州内居住者には学費の特典があり、学生はオハイオ州出身者が主である。日本人学生は少数。

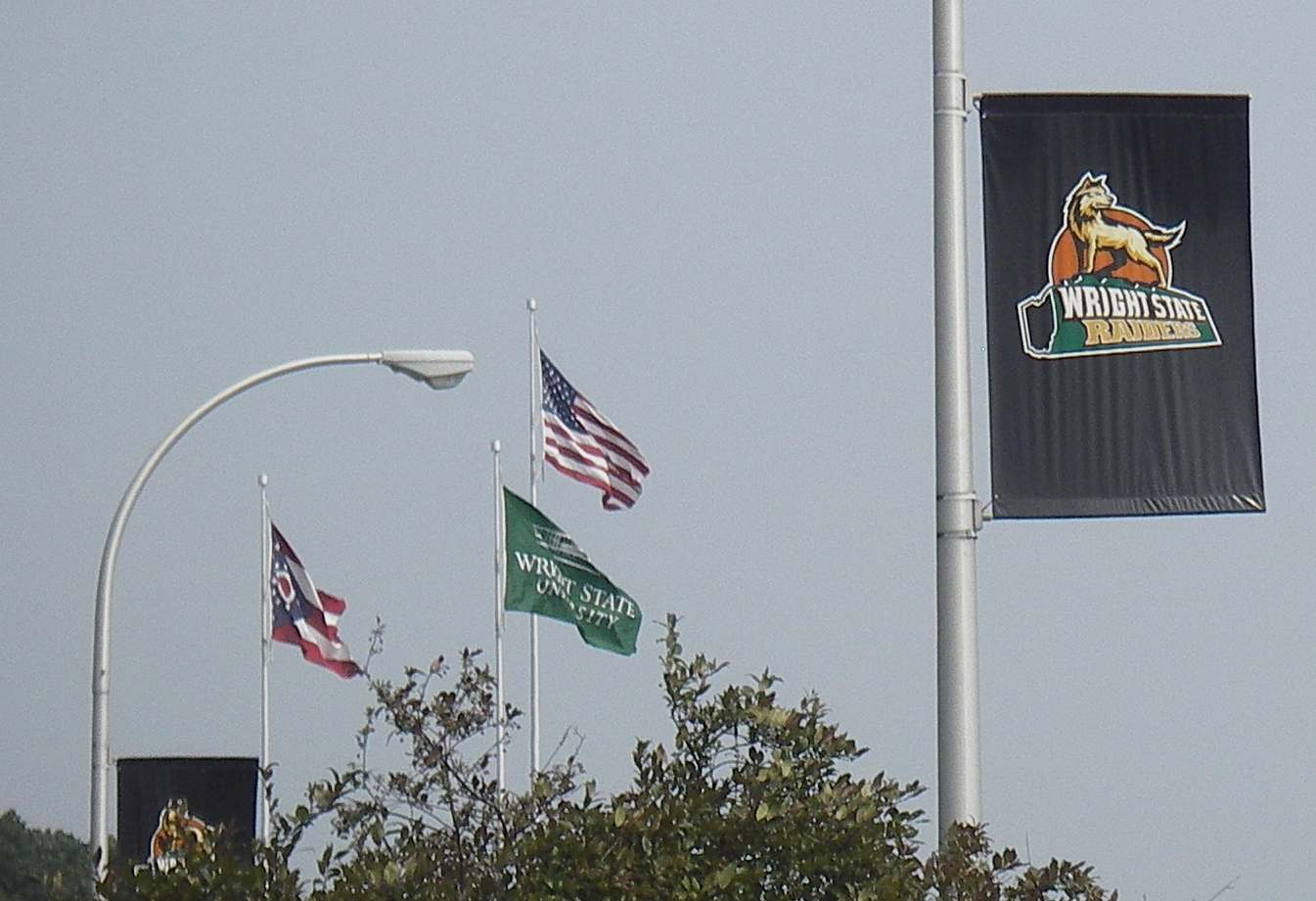
マスコットRaiders

オナーソサエティはファイ・カッパ・ファイ。

## スポーツ・サークル・伝統
1990年にオープンしたナッターセンターで大規模スポーツイベントが開催される。

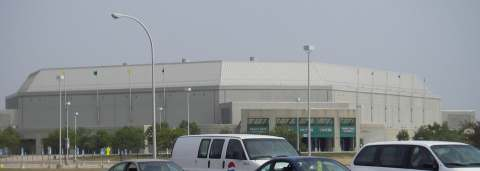
ナッターセンター

## 著名な出身者
- Bonnie J. Dunbar（宇宙飛行士）
- Michael R. Barratt（宇宙飛行士）

## 著名な教員
- Rubin Battino（化学）
- Roger Siervogel（公衆衛生）
- Peter Lauf/Norma Adragna-Lauf（分子生物学）
- Jane Dockery（社会学）
- Brian Rigling（情報学）
- Stanley Mohler（航空宇宙医学）